# Celena Mondie-Milner
Celena Mondie-Milner (Milledgeville, 6 agosto 1968) è un'ex velocista statunitense, campionessa mondiale della staffetta 4×100 metri a Göteborg 1995.

## Palmarès
| Anno | Manifestazione  | Sede     | Evento      | Risultato  | Prestazione | Note |
| ---- | --------------- | -------- | ----------- | ---------- | ----------- | ---- |
| 1991 | Mondiali indoor | Siviglia | 200 m piani | Semifinale | 23"73       |      |
| 1995 | Mondiali        | Göteborg | 100 m piani | Semifinale | 11"24       |      |
| 1995 | Mondiali        | Göteborg | 200 m piani | Semifinale | 23"33       |      |
| 1995 | Mondiali        | Göteborg | 4×100 m     | Oro        | 42"12       |      |